# A Fülöp-szigetek a 2004. évi nyári olimpiai játékokon
A Fülöp-szigetek a görögországi Athénban megrendezett 2004. évi nyári olimpiai játékok egyik részt vevő nemzete volt. Az országot az olimpián 6 sportágban 16 sportoló képviselte, akik érmet nem szereztek.

## Atlétika
Férfi
| Versenyző          | Versenyszám | Eredmény | Helyezés |
| ------------------ | ----------- | -------- | -------- |
| Eduardo Buenavista | Maraton     | 2:28,18  | 67.      |

Női
| Versenyző              | Versenyszám | Selejtező | Selejtező | Döntő    | Döntő    |
| Versenyző              | Versenyszám | Eredmény  | Helyezés  | Eredmény | Helyezés |
| ---------------------- | ----------- | --------- | --------- | -------- | -------- |
| Lerma Bulauitan-Gabito | Távolugrás  | 631 cm    | 32.       | kiesett  | kiesett  |

## Íjászat
Női
| Versenyző       | Versenyszám | Selejtező | Selejtező | 64-es főtábla                        | 32-es főtábla                           | Nyolcaddöntő      | Negyeddöntő       | Elődöntő          | Döntő             | Helyezés |
| Versenyző       | Versenyszám | Pont      | Kiemelt   | Ellenfél Eredmény                    | Ellenfél Eredmény                       | Ellenfél Eredmény | Ellenfél Eredmény | Ellenfél Eredmény | Ellenfél Eredmény | Helyezés |
| --------------- | ----------- | --------- | --------- | ------------------------------------ | --------------------------------------- | ----------------- | ----------------- | ----------------- | ----------------- | -------- |
| Jasmin Figueroa | Egyéni      | 600       | 56.       | Natalia Valeeva (ITA) (9.) · 132-130 | Almudena Gallardo (ESP) (24.) · 150-152 | kiesett           | kiesett           | kiesett           | kiesett           | 27.      |

## Ökölvívás
| Versenyző         | Versenyszám  | Selejtező                           | Nyolcaddöntő                    | Negyeddöntő       | Elődöntő          | Döntő             | Helyezés |
| Versenyző         | Versenyszám  | Ellenfél Eredmény                   | Ellenfél Eredmény               | Ellenfél Eredmény | Ellenfél Eredmény | Ellenfél Eredmény | Helyezés |
| ----------------- | ------------ | ----------------------------------- | ------------------------------- | ----------------- | ----------------- | ----------------- | -------- |
| Harry Tañamor     | Papírsúly    | Serali Dosztyijev (TJK) · 17-12     | Hom Muvon (KOR) · 25-42         | kiesett           | kiesett           | kiesett           | 9.       |
| Violito Payla     | Légsúly      | To'lashboy Doniyorov (UZB) · 26-36  | kiesett                         | kiesett           | kiesett           | kiesett           | 17.      |
| Romeo Brin        | Kisváltósúly | Patrick Bogere (SWE) · 43-35        | Manat Buncsamnong (THA) · 15-29 | kiesett           | kiesett           | kiesett           | 9.       |
| Christopher Camat | Középsúly    | Gajdarbek Gajdarbekov (RUS) · 13-35 | kiesett                         | kiesett           | kiesett           | kiesett           | 17.      |

## Sportlövészet
Férfi
| Versenyző       | Versenyszám | Selejtező | Selejtező | Döntő   | Döntő    |
| Versenyző       | Versenyszám | Pont      | Helyezés  | Pont    | Helyezés |
| --------------- | ----------- | --------- | --------- | ------- | -------- |
| Jethro Dionisio | Trap        | 109       | 32.       | kiesett | kiesett  |

## Taekwondo
Férfi
| Versenyző      | Versenyszám | Nyolcaddöntő                    | Negyeddöntő       | Elődöntő          | Vigaszág első kör            | Vigaszág elődöntő | Bronz- mérkőzés   | Döntő             | Helyezés |
| Versenyző      | Versenyszám | Ellenfél Eredmény               | Ellenfél Eredmény | Ellenfél Eredmény | Ellenfél Eredmény            | Ellenfél Eredmény | Ellenfél Eredmény | Ellenfél Eredmény | Helyezés |
| -------------- | ----------- | ------------------------------- | ----------------- | ----------------- | ---------------------------- | ----------------- | ----------------- | ----------------- | -------- |
| Tshomlee Go    | Légsúly     | Juan Antonio Ramos (ESP) · 6-7  | kiesett           | kiesett           |                              |                   |                   |                   | 11.      |
| Donald Geisler | Váltósúly   | Bahri Tanrıkulu (TUR) · 9-9 SUP |                   |                   | Hisem el-Hamdúni (TUN) · RSC | kiesett           | kiesett           |                   | 7.       |

Női
| Versenyző   | Versenyszám | Nyolcaddöntő                     | Negyeddöntő                 | Elődöntő                   | Vigaszág első kör | Vigaszág elődöntő           | Bronz- mérkőzés   | Döntő             | Helyezés |
| Versenyző   | Versenyszám | Ellenfél Eredmény                | Ellenfél Eredmény           | Ellenfél Eredmény          | Ellenfél Eredmény | Ellenfél Eredmény           | Ellenfél Eredmény | Ellenfél Eredmény | Helyezés |
| ----------- | ----------- | -------------------------------- | --------------------------- | -------------------------- | ----------------- | --------------------------- | ----------------- | ----------------- | -------- |
| Toni Rivero | Váltósúly   | Vanina Sánchez (ARG) · 10-10 SUP | Charmie Sobers (NED) · 10-4 | Eli Misztakídu (GRE) · 2-3 |                   | Hvang Gjongszon (KOR) · 2-6 | kiesett           |                   | 5.       |

SUP - döntő fölény

RSC - a játékvezető megállította a mérkőzést

## Úszás
Férfi
| Versenyző            | Versenyszám    | Előfutam | Előfutam | Előfutam | Elődöntő | Elődöntő | Elődöntő | Döntő   | Döntő    |
| Versenyző            | Versenyszám    | Idő      | Hely.    | Össz.    | Idő      | Hely.    | Össz.    | Idő     | Helyezés |
| -------------------- | -------------- | -------- | -------- | -------- | -------- | -------- | -------- | ------- | -------- |
| Miguel Molina        | 200 m gyors    | 1:53,81  | 7.       | 42.      | kiesett  | kiesett  | kiesett  | kiesett | kiesett  |
| Miguel Molina        | 200 m mell     | 2:19,19  | 2.       | 38.      | kiesett  | kiesett  | kiesett  | kiesett | kiesett  |
| Miguel Molina        | 200 m vegyes   | 2:05,28  | 3.       | 33.      | kiesett  | kiesett  | kiesett  | kiesett | kiesett  |
| Miguel Molina        | 400 m vegyes   | 4:33,25  | 8.       | 34.      |          |          |          | kiesett | kiesett  |
| Miguel Mendoza       | 400 m gyors    | 4:01,99  | 1.       | 36.      |          |          |          | kiesett | kiesett  |
| Miguel Mendoza       | 1500 m gyors   | 16:26,52 | 7.       | 34.      |          |          |          | kiesett | kiesett  |
| Raphael Matthew Chua | 100 m mell     | 1:06,37  | 4.       | 50.      | kiesett  | kiesett  | kiesett  | kiesett | kiesett  |
| James Walsh          | 200 m pillangó | 2:06,76  | 5.       | 37.      | kiesett  | kiesett  | kiesett  | kiesett | kiesett  |

Női
| Versenyző         | Versenyszám | Előfutam | Előfutam | Előfutam | Elődöntő | Elődöntő | Elődöntő | Döntő   | Döntő    |
| Versenyző         | Versenyszám | Idő      | Hely.    | Össz.    | Idő      | Hely.    | Össz.    | Idő     | Helyezés |
| ----------------- | ----------- | -------- | -------- | -------- | -------- | -------- | -------- | ------- | -------- |
| Jaclyn Pangilinan | 100 m mell  | 1:12,47  | 5.       | 31.      | kiesett  | kiesett  | kiesett  | kiesett | kiesett  |
| Jaclyn Pangilinan | 200 m mell  | 2:33,38  | 1.       | 20.      | kiesett  | kiesett  | kiesett  | kiesett | kiesett  |